# Покровское сельское поселение (Сорокинский район)
Покровское се́льское поселе́ние — муниципальное образование в Сорокинском районе Тюменской области Российской Федерации.
Административный центр — село Покровка.

## История
Статус и границы сельского поселения установлены Законом Тюменской области от 5 ноября 2004 года № 263 «Об установлении границ муниципальных образований Тюменской области и наделении их статусом муниципального района, городского округа и сельского поселения».

## Население
| 2010 | 2011 | 2012 | 2013 | 2014 | 2015 | 2016 |
| ---- | ---- | ---- | ---- | ---- | ---- | ---- |
| 462  | ↗463 | ↘446 | ↘428 | ↘407 | ↘401 | ↘386 |
| 2017 | 2018 | 2019 | 2020 | 2021 |      |      |
| ↘379 | ↘368 | ↘356 | ↘339 | ↗365 |      |      |

## Состав сельского поселения
| № | Населённый пункт | Тип населённого пункта       | Население |
| - | ---------------- | ---------------------------- | --------- |
| 1 | Калиновка        | село                         | 168       |
| 2 | Покровка         | село, административный центр | 243       |
| 3 | Преображенка     | деревня                      | 51        |